# Kaguve
Kaguve är ett periodiskt vattendrag i Burundi.   Det ligger i provinsen Bururi, i den sydvästra delen av landet, 50 kilometer söder om huvudstaden Bujumbura.
Omgivningarna runt Kaguve är en mosaik av jordbruksmark och naturlig växtlighet. Runt Kaguve är det ganska tätbefolkat, med 207 invånare per kvadratkilometer.